# ياسمين التويجري
ياسمين احمد المبارك التويجري هي عالمة سعودية، وأول عالمة  ورئيسة بحوث الأوبئة في مستشفى الملك فيصل التخصصي ومركز الأبحاث (مستشفى الملك فهد الاخصائي) في الرياض، المملكة العربية السعودية. ودرست ياسمين انتشار ظروف صحية مثل السمنة والمرض العقلي في المجتمع السعودي، وتهدف في الدعوة إلى إحداث تغييرات اجتماعية وسياسية لتعزيز صحة أفضل.

## التعليم
درست التويجري الصحة المجتمعية في جامعة الملك سعود بالرياض، في عام 1992. بعد الزواج، انتقلت هي وزوجها إلى الولايات المتحدة لدراسة الدراسات العليا. درست التويجري مع جوهانا دواير، وهي مديرة مركز فرانسيس ستيرن للتغذية في كلية فريدمان لعلوم التغذية والسياسة بجامعة تافتس. حصلت على درجة الماجستير من جامعة تافتس في عام 1996 ودكتوراه في عام 2002. وشجعها والداها بقوة على أن يكون لها مهنة مهنية تمكنها من أن تكون مستقلة مالياً.

## المهنة
بعد عودتها إلى المملكة العربية السعودية من بوسطن في عام 2002، انضمت التويجري إلى جامعة الملك سعود للعلوم الصحية. ثم انضمت إلى مستشفى الملك فيصل التخصصي ومركز الأبحاث في الرياض حيث ترأست مرككز البحوث الوبائية. وتعتبر أول عالمة في في المنطقة. وتشارك التويجري في تصميم وتنفيذ الدراسات الوبائية للسكان السعوديين، مع إيلاء اهتمام خاص للنساء والأطفال والمراهقين.
ومن دواعي القلق عدم وجود معايير نمو البلوغ للأطفال السعوديين. إن المعايير الوحيدة المتاحة لأطباء الأطفال السعوديين تستند إلى خصائص البلوغ للأطفال في الولايات المتحدة. طورت التويجري دراسات وبائية للأطفال السعوديين الذين سيكونون حساسين لعوامل الحياة السعودية مثل المعايير الاجتماعية والاقتصادية، والنظام الغذائي، والجغرافيا.
كما أنها تبحث عوامل الخطر مثل السمنة والتدخين وارتفاع ضغط الدم وارتفاع الكوليسترول في الدم وعدم ممارسة الرياضة، والتي تؤثر على الأمراض المزمنة. وتشدد على أهمية المحددات الاجتماعية للصحة وتدعو بقوة إلى إحداث تغييرات اجتماعية وسياسية من شأنها أن تعزز أنماط حياة أكثر صحة. وهي قلقة بشكل خاص من النساء اللواتي يتعرضن لخطر البدانة  اكثرمن الرجال السعوديين، ويرجع ذلك جزئيا إلى أن العوامل الاجتماعية والثقافية تحد من فرص المرأة في ممارسة وتشجيع مشاركة المرأة في الألعاب الرياضية. وتدعو التويجري إلى إدراج منهاج دراسي للفتيات والفتيان في المدارس؛ وإنشاء أماكن آمنة للعب في الأحياء لكل من الأطفال الذكور والإناث؛ المناطق الآمنة حيث يمكن للرجال والنساء البالغين أن يكونوا نشطين جسديا؛ والنوادي الصحية بأسعار معقولة لكل من النساء والرجال. كما أنها تدعم تنظيم أسعار المواد الغذائية لتعزيز اختيار الأطعمة الصحية غير الصحية. ولإبقاء أطفالها نشيطين، التحقت بهم في سباقات تنافسية، حيث أصبحوا مؤهلين لحضور الألعاب الأولمبية الشتوية للجامعة.
التويجري هي باحثة رئيسية في المسح الوطني للصحة العقلية السعودي، وهو تحقيق واسع النطاق يقيم تأثير المرض العقلي في المجتمعات السعودية. ولم تجر أبحاث في هذا المجال في المملكة العربية السعودية، على الرغم من أن منظمة الصحة العالمية أفادت بأن خمسة من الأمراض العشرة الأكثر عبئا في العالم تشمل الصحة العقلية. بالإضافة إلى الحكومة السعودية والمؤسسات التعليمية، يتضمن هذا البحث التعاون الدولي مع جامعة هارفارد، وجامعة ميشيغان، ومنظمة الصحة العالمية. وتهدف الدراسة، التي بدأت في عام 2009، إلى زيارة منازل 000 5 رجل وامرأة لمقابلة أشخاص من مختلف أنحاء البلد. 86٪ من الذين تمت مقابلتهم كانوا على استعداد للمشاركة.

## المرأة في العلوم
تتولى التويجري رئاسة اللجنة السعودية للمرأة في العلوم، وهي شبكة وطنية من العلماء من السعودية. وهي تشجع النساء السعوديات على الدخول في المجالات العلمية والتكنولوجية، بحجة أن النساء اللواتي يمكن للعلماء استخدام أشكال الاتصال الإلكترونية للتعاون والعمل الجاد دون «عبور حدود الأعراف والتقاليد الاجتماعية». يشير إلى أن القيود مثل حظر السائقات تجعل من الصعب على النساء الذهاب إلى العمل أو زيارة مركز اللياقة البدنية.
التويجري هي واحدة من خمس وثلاثين امرأة ظهرت في كتاب «المرأة العربية الصاعدة»، التي تضم نساء من تونس إلى المملكة العربية السعودية. وقد أدرجت في قائمة بي بي سي لعام 2014 التي تضم 100 امرأة دولياً.

## وصلات خارجية
1. ↑  Andrej Romanov; Angel Montenegro; Giles Westwood (4 Oct 2024), ORCID Public Data File 2024 (بالإنجليزية), DOI:10.23640/07243.27151305.V1, QID:Q131922096